# Jakob Wallenius
Jakob Wallenius (* 13. Dezember 1761 in Vittinge, Gemeinde Heby, Schweden; † 3. Januar 1819 in Patzig) war ein schwedisch-deutscher evangelisch-lutherischer Theologe, Hochschullehrer und Bibliothekar.

## Leben
Wallenius besuchte ab 1773 die Kathedralschule und dann die Universität Uppsala, wo er 1781 das Erste Theologische Examen ablegte. Nach dem Tod seines Vaters 1783 kam er nach Schwedisch-Pommern und graduierte an der Universität Greifswald zum Magister. 1785 wurde er hier Privatdozent für griechische Sprache und Literatur und 1786 Unterbibliothekar an der Universitätsbibliothek Greifswald. In dieser Eigenschaft legte er bis 1796 die Real-, Nominal- und Repositorienkataloge der Bibliothek an. Schon vorher hatte er an der Ratsbibliothek in Stralsund gearbeitet.
Ab 1793 wirkte er auch als Schwedischlehrer und war Mitglied der Gesellschaft deutscher Sprach- und Literaturforscher; 1794 wurde er Mitglied der historischen Gesellschaft Uppsala. 
1795 wurde er zum Schwedischlehrer der Prinzessin Luise Charlotte zu Mecklenburg bestellt, deren Hochzeit mit dem schwedischen König Gustav IV. Adolf vorgesehen war. Die Verlobung endete jedoch 1796.

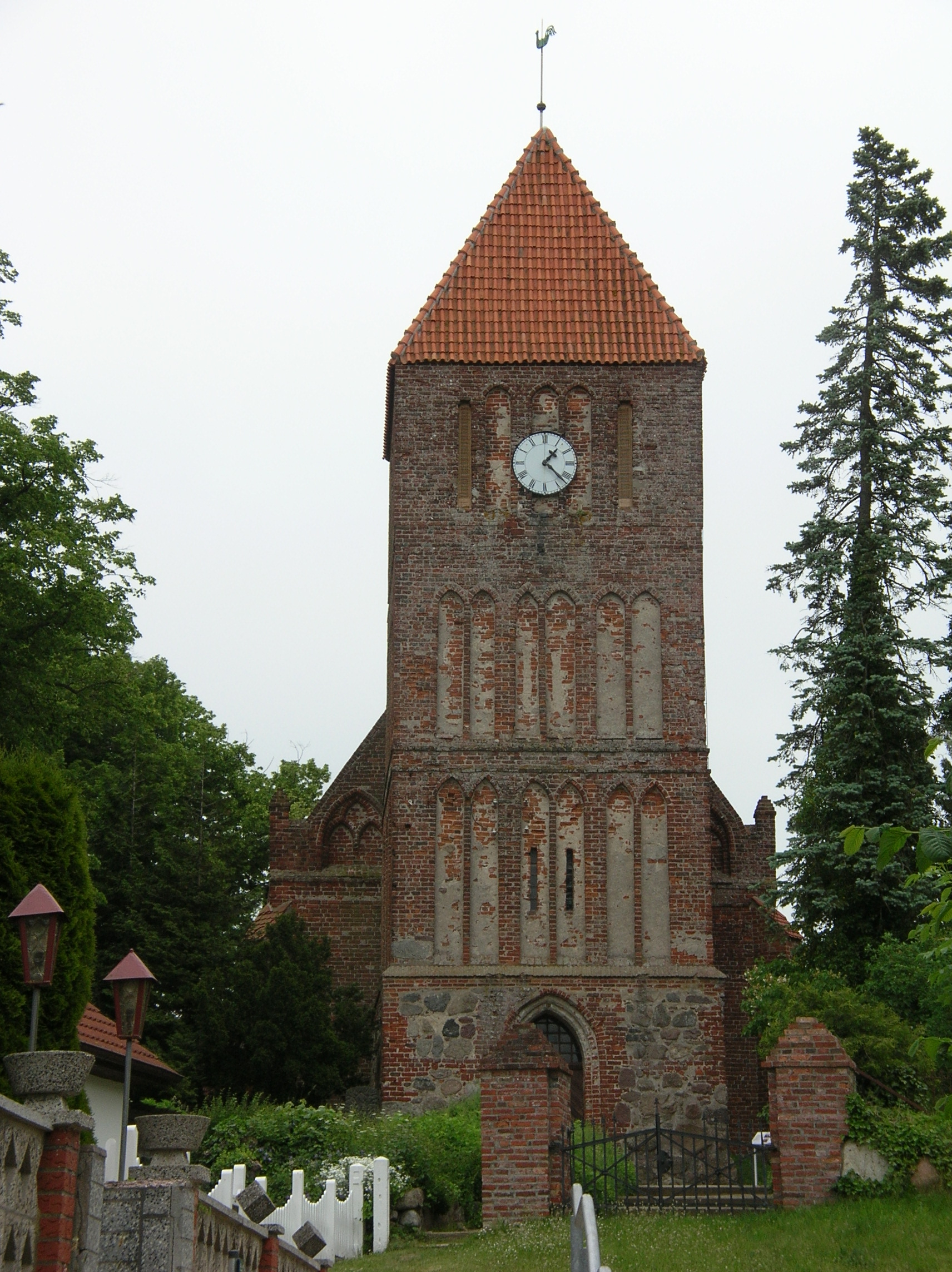
Kirche in Patzig

Im gleichen Jahr wurde er Professor des Deutschen Stils, der Ästhetik, der Latinität und der Morgenländischen Sprachen an der Universität Greifswald. 1806 erfolgte seine Ernennung zum Dr. theol. h. c. durch die Theologische Fakultät der Universität Rostock. Im Vierten Koalitionskrieg war er kurze Zeit Prediger im schwedischen Feldlazarett Greifswald. Er kam nicht wieder an die Universität Greifswald zurück, sondern war von 1810 bis zu seinem Tod Pastor der St.-Margarethen-Kirche in Patzig auf Rügen.
Wallenius schrieb theologische, philosophische und literarhistorische Abhandlungen in schwedischer und lateinischer Sprache. Er war Mitarbeiter am Teutsch-Schwedischen und Schwedisch-Teutschen Wörterbuch, das in zwei Bänden 1785 und 1790 erschien. In Patzig arbeitete er an einem Memorabilienbuch über die Kirche und die Gemeinden. Er hinterließ eine Autobiographie und ein eigenhändiges Schriftenverzeichnis.
Wallenius war Mitglied der Freimaurer-Loge Zu den Drei Greifen in Greifswald.

## Werke
- Acta Pauli Ephesina, Act. XIX. Diss. Greifswald 1783
- Adnotationes philologico-criticae in librum qui inscribitur Sophia Salōmōnos. Gryphiae: Röse 1786
- Oratio Panegyrica De Recentissimis Quibusdam Sueciae Fatis, Et Immortalibus Gustavi Tertii In Eam Defendendam Meritis.

Digitalisat des Exemplars der Niedersächsischen Staats- und Universitätsbibliothek Göttingen
- Über die Lage Schwedens am Ende des sechszehnten Jahrhunderts: Eine Rede zum feierlichen Andenken des Upsalischen Conciliums, am 16. März 1793. Greifswald: Röse 1793
- Der Tod Gustav des Dritten: eine Klage an Alma. Greifswald: Röse 1793
- Schediasma literarium de fama et meritis J. Fr. Mayer. 1795
- Gedächtnissrede auf den Regierungs-Rath Adolph Friedrich von Olthof bei der feierlichen Einweihung des ihm von den Freimaurern in Schwedisch-Pommern errichteten Denkmals auf dem Kniper Kirchhofe vor Stralsund am 14 October 1795. Stralsund 1795
- Oratio in decessum J. Gust. Dubb. Vestrogothi. 1798
- Dissertatio aesthetico-litteraria de arte et aetate Euphranoris. Greifswald 1798

Digitalisat in der Digitalen Bibliothek Mecklenburg-Vorpommern
- Trauerrede auf den Bruder Carl Friedrich Rehfeld, gehalten in der Freimaurer-Loge zu den Drei Greifen in Greifswald am 3. März 1794. Greifswald: Eckhardt 1794
- Von dem Erbrecht der Schwedischen Könige: Eine historische Rede, zur Feier der hohen Geburt des Kronprinzen Gustafs. Greifswald: Eckhardt 1799

Digitalisat des Exemplars der Niedersächsischen Staats- und Universitätsbibliothek Göttingen
- Tal om Academien i Greifswald, underdånigast hållet inför Konungen i stora lärosalen d. 8. Julii 1800. Greifswald 1800

Digitalisat des Exemplars der Niedersächsischen Staats- und Universitätsbibliothek Göttingen
- Specimina quaedam poeseos Gothico-Islandicae. Gryphiswaldiae: Eckhardt 1806–1807
- De poetis svecanis celebrioribus. Gryphiswaldiae: Eckhardt 1807 (4 Teile erschienen)
- De linguae Svecanae aetatibus. Gryphiswaldiae: Eckhardt 1807 (3 Teile erschienen)
- Verzeichniß der sämmtlichen Schriften des Professors und Pastors Doct. Jacob Wallenius. [S.l.], 1816